# Deoptilia
Deoptilia is een geslacht van vlinders uit de familie mineermotten (Gracillariidae).
Het geslacht omvat volgende soorten:
- Deoptilia heptadeta  (Meyrick, 1936)
- Deoptilia syrista  (Meyrick, 1926)